# Carl Johan Schönherr
Carl Johan Schönherr, född 10 juni 1772 i Stockholm, död 28 mars 1848 på Sparresäter, Skaraborgs län, var en svensk fabrikör och entomolog. Han var svärfar till Anders Erik Knös.

## Biografi
Carl Johan Schönherr var son till Johan Christian Schönherr, som hade inflyttat till Stockholm från Sachsen runt 1760, och Lovisa Christina Schönherr. Fadern startade en sidenfabrik i Stockholm.
Fadern dog redan 1783 varvid modern tog över sidenfabriken under namnet Lovisa Christina Schönherr & Son. Carl Johan Schönherr började arbeta vid fabriken som 19-åring tillsammans med sin mor. 1802 valdes han till en av sidenfabrikssocietetens deputerade och vid Riksdagen 1809 till riksdagsman för Stockholm. Modern lämnade fabriken 1805 och från den tidpunkten drev Schönherr sidenfabriken tillsammans med en ny kompanjon vid namn Erik Lundgren. Från 1811 lämnade han den aktiva driften av fabriken men han kvarstod dock som delägare till 1839.
Han bosatte sig 1812 på sin egendom Sparresäter och erhöll kommerseråds titel. Han började redan vid tolv års ålder studera insekter på egen hand och förskaffade sig efter hand entomologiska samlingar, som uppges ha varit på den tiden delvis de rikaste i hela Europa. Han utgav flera entomologiska och ekonomiska skrifter; av dessa kan nämnas Synonymia insectorum (tre delar och bihang, 1806–1817) samt Genera et species curculionidum (16 delar, 1833–1845). Han valdes till ledamot 1809 av Kungliga Vetenskapsakademien, 1828 av Kungliga Lantbruksakademien.
Schönherr anses ha infört majsen till Sverige.[källa behövs]

### Webbkällor
- Schönherr, Karl Johan i Nordisk familjebok (andra upplagan, 1916)
- Carl Johan Schönherr i Svenskt biografiskt lexikon